# 阿尔谢尼·塔尔科夫斯基
阿尔谢尼·亚历山德罗维奇·塔尔科夫斯基（俄语：Арсе́ний Алекса́ндрович Тарко́вский，1907年6月25日—1989年5月27日），俄罗斯诗人、东方语言翻译家。其父为民意党人，早年即与多位俄罗斯白银时代诗人接触。1925至1929年在诗人协会高级文学进修班学习。1940年加入苏联作家协会并结识茨维塔耶娃。苏德战争中成为军中大尉，在战斗中受伤，1946年又结识了阿赫玛托娃。1989年病逝，死后获苏联国家奖。
塔尔科夫斯基提倡一种传统的俄语诗歌风格，并翻译了不少苏联少数民族和波兰、阿拉伯的文学作品。出版有诗集《降雪之前》、《给大地以尘世之物》、《信使》、《魔山》、《冬日》等。他的儿子安德烈·塔尔科夫斯基是著名电影导演，在其影片中多次引用过父亲的诗句。